# Catoxyethira hougardi
Catoxyethira hougardi is een schietmot uit de familie Hydroptilidae. De soort komt voor in het Afrotropisch gebied.